# Theresa Concordia Maron
Pour les articles homonymes, voir Maron.
Theresa Concordia Mengs épouse Maron (née en 1725 à Aussig, morte le 10 octobre 1806 à Rome) est une peintre allemande.

## Biographie
Theresa Concordia Mengs est la fille du peintre de la cour de l'Électorat de Saxe Ismael Mengs. Son père a une liaison extraconjugale avec sa gouvernante, Charlotte Bormann, et dans un effort pour cacher la naissance de leur deuxième enfant, il emmène sa maîtresse dans la plus grande ville et à l'étranger le plus proche, Aussig. Quelques semaines plus tard, Mengs installe sa fille et sa mère à Dresde, la capitale saxonne, où elles vivent. Trois ans plus tard, il fait de même pour cacher la naissance de son fils, Anton Raphael.
Comme son frère et sa sœur Juliane, elle reçoit ses cours de peinture auprès de son père, peintre miniaturiste respecté de l'époque qui représente de nombreux rois, membres de la noblesse et célébrités de son temps.
À l'âge de 16 ans, elle s'installe à Rome avec sa famille. La Russie, la Pologne et l'Espagne lui accordent des bourses pour sa formation.
Elle est s'abord peintre de miniatures et de pastels. En 1760, Casanova la qualifie d'« excellente peintre de miniatures ». En 1765, elle épouse le peintre Anton von Maron (1731-1808), qui fut l'élève et est ami de son frère Raphaël depuis 1756 et travaille comme portraitiste en Autriche.
Theresa Mengs travaille un temps au service de la cour de Dresde, où sont créées des versions de la naissance du Christ ou de Saint Jérôme d'après Le Corrège. Elle peint selon diverses techniques, tant au pastel que sur émail et travaille à la gouache.
En même temps, elle enseigne à d'autres artistes, comme sa nièce Anna Maria Mengs, Apollonia Seydelmann (de) ou Sofia Clerc.